# 관동 지방
관동 지방(關東地方)은 강원도 일대를 가리키는 한국의 지역 구분 용어이다. 관동 지방은 태백산맥을 경계로 서쪽을 영서 지방, 동쪽을 영동 지방으로 구분한다.

## 지리
한반도의 동북쪽 중간지역에 위치한 강원도는 남북이 길고 동서가 짧은 지형으로, 동쪽으로는 해안선을 따라 동해와 접해 있고, 남쪽으로는 경상북도, 서남쪽과 서쪽으로는 충청북도와 경기도에 접해 있으며, 서북쪽으로는 황해도, 북쪽으로는 함경남도와 접해 있다. 또한 한반도의 동쪽의 태백산맥을 위주로 높은 산과, 깊은 골짜기가 겹겹이 둘러싸고 있어 전체 면적의 약 82%가 산지이다. 금강산, 설악산, 오대산, 태백산, 치악산 등 유명한 산들이 강원도에 위치하고 있다. 한반도의 큰 강 가운데 한강과 낙동강이 강원도에서 발원한다.
- 산 : 설악산, 금강산, 태백산, 오대산, 치악산
- 강 : 북한강
- 호수 : 소양호, 춘천호, 의암호, 파로호

## 역사
관동 지방은 고조선시대에는 예맥으로 불리기도 했다. 고대국가로서의 면모를 갖추게 되어 중앙정부의 권력이 지방에까지 영향을 미치게 되는 삼국시대부터는 영서지역이 백제의 영향력 아래에 놓이기도 하였으나, 고구려의 세력이 강하였던 3 - 5세기 경에는 강원도 전체가 고구려의 영향을 받았으며, 6세기 신라의 융성으로 신라의 영향권에 놓였다. 지방행정구역으로서 강원도가 문헌상으로 정착되기 시작한 때는 신라가 삼국을 통일한 이후 확대된 영역을 지배하기 위해 새로운 지방행정조직인 아홉 주(州)를 설치한 신문왕 5년(685)으로 거슬러 올라 간다. 강원도의 명칭은 도 내의 큰 지명의 이름을 따서 강릉의 강과 원주의 원을 따서 붙인 이름이다.

## 경제
산이 많고 인구가 희박하여 시멘트나 석탄 가공업만이 발달하였고 다른 공업 분야의 발전은 부진하다. 태백, 정선, 영월, 삼척은 1960~70년대에 남한 최대의 탄전 지대였으나 석탄 산업 합리화 정책의 시행으로 쇠퇴하였다. 관동 지방은 여름에는 동해안 피서객, 겨울에는 태백 산맥에 산재한 스키장 이용객을 상대로 관광업이 발달하고 있다.

## 지역
인구는 생활 여건이 좋은 춘천, 원주와 동해안 일대에 몰려있는 편이다. 북한과의 경계 지대에는 인구가 매우 희박하다.

### 주요 도시
1. 원주시 (339,592명)
2. 춘천시 (279,990명)
3. 강릉시 (213,765명)
4. 동해시 (92,829명)
5. 속초시 (81,431명)
6. 홍천군 (70,299명)
7. 삼척시 (69,047명)
8. 철원군 (47,587명)
9. 태백시 (46,274명)
10. 횡성군 (46,076명)
11. 평창군 (43,084명)
12. 영월군 (40,038명)
13. 정선군 (38,326명)
14. 인제군 (32,507명)
15. 고성군 (29,235명)
16. 양양군 (27,284명)
17. 화천군 (26,439명)
18. 양구군 (24,026명)

- 2017년 상반기 주민등록인구 현황
- 강원도 인구가 타 광역자치단체에 비해 적기 때문에 모든 기초자치단체의 주민등록인구를 기재하였음.

1. 원산시 : 구 함경남도 소속

## 교통

### 고속도로
- 영동고속도로
- 서울양양고속도로
- 동해고속도로
- 중앙고속도로

### 철도
- 중앙선
- 태백선
- 영동선
- 동해북부선
- 경춘선

### 항공
- 양양국제공항
- 원주공항

## 문화

### 방언
관동 방언을 사용하며 크게 영서 방언과 영동 방언으로 나뉜다.

## 교육

### 국공립대학
- 강원대학교
- 춘천교육대학교
- 강릉원주대학교
- 한국방송통신대학교

### 사립대학
- 가톨릭관동대학교
- 한림대학교
- 한림성심대학교
- 송곡대학

## 방송
- KBS 춘천방송총국
- KBS 원주방송국
- KBS 강릉방송국
- 춘천문화방송
- 원주문화방송
- MBC강원영동 강릉방송국
- MBC강원영동 삼척방송국
- G1방송
- 기독교강원방송
- 기독교강원영동방송
- 강원교통방송
- 강원극동방송
- 춘천불교방송
- 강릉국악방송

## 스포츠

### 축구
| 리그명 | 팀명      | 창단년도 | 홈 경기장                         |
| K리그1 | 강원 FC   | 2008년   | 강릉종합경기장 춘천송암레포츠타운 |
| K3리그 | 강릉시청  | 1999년   | 강릉종합경기장                    |
| K3리그 | 춘천 FC   | 2010년   | 춘천송암레포츠타운                |
| K3리그 | 평창 FC   | 2008년   | 평창종합운동장                    |
| WK리그 | 화천 KSPO | 2011년   | 화천공설운동장                    |

### 농구
| 리그명 | 팀명             | 창단년도 | 홈 경기장      |
| KBL    | 원주 동부 프로미 | 1996년   | 원주종합체육관 |

### 아이스하키
| 리그명                | 팀명   | 창단년도 | 홈 경기장           |
| 아시아리그 아이스하키 | 하이원 | 2004년   | 춘천 의암실내빙상장 |

## 같이 보기
- 한국의 지방 구분
- 관동팔경
- 관동별곡
- 관동지방 (포켓몬스터)